# Hermann Keyserling
Hermann Keyserling (Kõnnu, Estònia, 20 de juliol, 1880 - Innsbruck, Àustria, 26 d'abril, 1946) fou un filòsof, naturalista i escriptor estonià, germanobàltic.
Feu els estudis en el gimnàs de Pärnu, en les Universitats de Ginebra, Dorpat –avui Tartu--, Heidelberg i Viena, estudiant simultàniament ciències naturals i química, doctorant-se el 1902 en filosofia. De 1903 a 1905 va estar-se a França i Anglaterra, i de 1906 a 1907 a Berlín; feu, posteriorment, altres viatges per Europa i Àfrica. Duran la primera guerra mundial residí a Raikküla, comtat de Rapla (Estònia) i, posteriorment, fou expulsat pel bolxevics, a Darmstadt, on va residir.
Aquest escriptor s'inspirava en la filosofia de Plató i Kant, simpatitzant amb totes les tendències intuicionistes i irracionalistes (Schelling, Bergson, Dilthey, Simmel). El 1920 fundà a Darmstadt, amb el suport del gran duc de Hessen, una Escola de la saviesa, on invità el poeta indi Tagore. Tenia un coneixement profund de la cultura d'Orient, que creia que s'havia d'incorporar al món occidental.

## Estudis científics
D. glogygnitzer Forellenstein (1903). Petrographische Untersuchungen in Erupt-Geb Sustirols (1903). I dels filosòfics i de teoria i història de la cultura. Das Gefüge der Welt (Múnic, 1906) 3a edició (1923). Unsterblichkeit (Múnic, 1907, 3a edició Darmstadt (1920). Individuum und Zeitgeist (Reval, 1909. Schopenhauer als Verbilder (Leipzig, 1910) Prolegomena zur Natur philosophie (Múnic, 1910). Das Schucksalproblem (1911). Zur Psychologie der Systeme (1911). Das Wesen der Intuition und ihre Rolle in der Philosophie (1912). Ueber die innere Beziehung swischen den Kulturproblemen des Orients und der Oksidents (1913). Das Reisetagebuch eines Philosophen (Múnic, 1919, 7a edició Darmstadt (1923). Philosophie als Kunst (Darmstadt, 1920, 2a edició 1922). Weisheit und Sinn (1922). Schöpferische Erkenntnis (Darmstadt, 1922). Die metaphysische Wirklichkeit, traducció francesa en Rev. de Métaph. et, de Mor. (XIX).